# ريان ليتل
ريان ليتل (بالإنجليزية: Ryan Little)‏ هو مخرج أمريكي وكندي، ولد في 28 مارس 1971 في فانكوفر في كندا.

## وصلات خارجية
- ريان ليتل على موقع IMDb (الإنجليزية)
- ريان ليتل على موقع روتن توميتوز (الإنجليزية)
- ريان ليتل على موقع ألو سيني (الفرنسية)
- ريان ليتل على موقع أول موفي (الإنجليزية)
- ريان ليتل على موقع قاعدة بيانات الأفلام السويدية (السويدية)
- ريان ليتل على موقع قاعدة بيانات الفيلم (الإنجليزية)
- ريان ليتل على موقع كينوبويسك (الروسية)